# Cauterets
Cauterets [kotʁɛ] ist eine französische Gemeinde mit 859 Einwohnern (Stand 1. Januar 2022) in der Region Okzitanien im Département Hautes-Pyrénées. Sie liegt im Arrondissement Argelès-Gazost und dem Kanton La Vallée des Gaves, etwa 30 Kilometer südwestlich des bekannten Wallfahrtsortes Lourdes.
Bekannt ist Cauterets vor allem durch seine zahlreichen Thermalquellen, die bis heute für medizinische Anwendungen genutzt werden. Des Weiteren wurde die Umgebung der Gemeinde durch das Anlegen von Skipisten, Loipen und einer Seilbahn für den Wintersport erschlossen.
Zu den bekannteren Sehenswürdigkeiten der Umgebung zählen der Nationalpark Pyrenäen und der Pont d’Espagne, eine rund vier Kilometer südwestlich von Cauterets gelegene Brücke über den Gave du Marcadau.
Literarische Erwähnung findet Cauterets in Heinrich Heines Versepos Atta Troll.

## Gemeindepartnerschaften
Mit der spanischen Gemeinde Panticosa in der Provinz Huesca besteht eine Partnerschaft.

## Radsport
Cauterets diente bereits als Zielort der Tour de France und der Vuelta a España. Neben Ankünften im Stadtgebiet nutzen die Organisatoren auch den Schlussanstieg der Route de Cambasque, die auf eine Höhe von 1350 Meter führt und auf einer Länge von fünf Kilometern eine durchschnittliche Steigung von über 7 % aufweist.

### Tour de France
Die erste Zielankunft fand im Jahr 1953 auf der 10. Etappe statt, die in Pau gestartet wurde und über den Col d’Aubisque (1709 m) führte. Etappensieger wurde der Spanier Jesús Loroño, der auch die Bergwertung der 2. Kategorie auf der Ziellinie holte. Tags drauf wurde die 11. Etappe in Cauterets gestartet. Im Jahr 1989 kehrte die Tour de France nach Cauterets zurück, verlängerte mit der Route de Cambasque jedoch den Schlussanstieg. Miguel Indurain feierte seinen ersten Etappensieg und gewann die Bergwertung der 1. Kategorie. Wie bereits 1953 wurde auch 1989 der nächste Tagesabschnitt in Cauterets gestartet.
1995 ging erneut eine Etappe in Cauterets/Cambasque zu Ende. Die Etappe wurde vom tödlichen Sturz des Italieners Fabio Casartelli überschattet, der in der Abfahrt des Col de Portet-d’Aspet (1069 m) gestürzt war. Der Etappensieg sowie die Bergwertung der 1. Kategorie ging an den Franzosen Richard Virenque. Die bisher letzte Ankunft fand im Jahr 2015 statt und ging im Stadtgebiet zu Ende. Rund drei Kilometer vor dem Ziel wurde diesmal mit der Côte de Cauterets (809 m) eine Bergwertung der 3. Kategorie abgenommen. Der Pole Rafał Majka sicherte sich Sowohl die Bergwertung als auch den Etappensieg. Die 6. Etappe der Tour de France 2023 ging mit einer Bergankunft in Cauterets/Cambasque zu Ende. Den Etappensieg sicherte sich der Slowene Tadej Pogačar, der zuvor als einziger Fahrer dem Angriff von Jonas Vingegaard auf dem Col du Tourmalet folgen hatte können.
| Jahr | Etappe     | Zielankunft         | Etappensieger    | Bergwertung                      | Sieger der Bergwertung |
| ---- | ---------- | ------------------- | ---------------- | -------------------------------- | ---------------------- |
| 1953 | 13. Etappe | Cautarets           | Jesús Loroño     | 2. Kategorie                     | Jesús Loroño           |
| 1989 | 16. Etappe | Cauterets/Cambasque | Miguel Indurain  | 1. Kategorie                     | Miguel Indurain        |
| 1995 | 16. Etappe | Cauterets/Cambasque | Richard Virenque | 1. Kategorie                     | Richard Virenque       |
| 2015 | 10. Etappe | Zielankunft         | Rafał Majka      | 3. Kategorie (Côte de Cauterets) | Rafał Majka            |
| 2023 | 6. Etappe  | Cauterets/Cambasque | Tadej Pogačar    | 1. Kategorie                     | Tadej Pogačar          |

### Vuelta a España
Die 7. Etappe der Vuelta a España 2003 ging in Cauterets/Cambasque zu Ende und startete tags drauf im Stadtgebiet von Cauterets. Etappensieger bei der Bergankunft wurde der Däne Michael Rasmussen der auch die Bergwertung der 1. Kategorie gewann.
| Jahr | Etappe    | Zielankunft         | Etappensieger     | Bergwertung  | Sieger der Bergwertung |
| ---- | --------- | ------------------- | ----------------- | ------------ | ---------------------- |
| 2003 | 7. Etappe | Cauterets/Cambasque | Michael Rasmussen | 1. Kategorie | Michael Rasmussen      |